# Абдуллин, Мазгар Гилязетдинович
Мазгар Гилязетдинович Абдуллин (баш. Мазһар Ғиләжетдин улы Абдуллин; 1912—1942) — башкирский писатель, журналист. Участник Великой Отечественной войны.

## Биография
Абдуллин Мазгар Гилязетдинович родился 29 декабря 1912 года в деревне 1-е Идельбаево Златоустовского уезда Уфимской губернии, ныне Салаватского района Республики Башкортостана. После окончания начальной школы в родной деревне, продолжил обучение в школе имени В. И. Ленина в Уфе (ныне Башкирская гимназия имени Рами Гарипова).
В 1933 году окончил Всесоюзный коммунистический институт журналистов (г. Москва).
В 1933—1935 гг. являлся редактором Башкирского книжного издательства. В 1935—1937 гг. служил в рядах Красной Армии.
В 1937—1941 гг. работал заведующим отделом культуры и литературы газеты «Кызыл Башкортостан».
С 1941 года участвовал в Великой Отечественной войне, в боях под Москвой. 25 августа 1942 года погиб в бою около деревни Воригино Калининской области.

## Творческая деятельность
Печататься начал в конце 1920-х годов в республиканском журнале «Пионер». В 1933 году вышел первый сборник стихов «Тормош» (1933; «Жизнь»), в котором Мазгар Абдуллин воспевает красоту родного края, пишет о судьбах людей и событиях тех лет. В основе произведений включённых в сборники «Кимэл» (1935; «Уровень») и «Йыр сафта кала» (1960; «Песня остаётся в строю») описывается коллективизация, индустриализация и строительство нового образа жизни.
В 1985 году вышел сборник стихотворений «Окопта язылған шигырзар» (1985; «Стихи, написанные в окопах»), куда были включены произведения посвящённые Великой Отечественной войне. Данный сборник пропитан темой патриотизма и любви к Родине.